# Roman Forest (Texas)
Roman Forest es un pueblo ubicado en el condado de Montgomery en el estado estadounidense de Texas. En el Censo de 2010 tenía una población de 1538 habitantes y una densidad poblacional de 394,31 personas por km².

## Geografía
Roman Forest se encuentra ubicado en las coordenadas 30°10′47″N 95°9′33″O / 30.17972, -95.15917. Según la Oficina del Censo de los Estados Unidos, Roman Forest tiene una superficie total de 3.9 km², de la cual 3.84 km² corresponden a tierra firme y (1.53%) 0.06 km² es agua.

## Demografía
Según el censo de 2010, había 1538 personas residiendo en Roman Forest. La densidad de población era de 394,31 hab./km². De los 1538 habitantes, Roman Forest estaba compuesto por el 92% blancos, el 1.3% eran afroamericanos, el 0.39% eran amerindios, el 1.89% eran asiáticos, el 0% eran isleños del Pacífico, el 3.12% eran de otras razas y el 1.3% pertenecían a dos o más razas. Del total de la población el 10.27% eran hispanos o latinos de cualquier raza.

## Educación
El Distrito Escolar Independiente de New Caney gestiona escuelas públicas.